# بیت (کوه)
بیت (به لاتین: Biet) یک کوه در سوئیس است که در اشووتس واقع شده‌است. بیت ۱٬۹۶۵ متر بالاتر از سطح دریا واقع شده‌است.